# Szadoki
Szadoki (fr. Les Shadoks) – cykl francuskich seriali animowanych, autorstwa Jacques’a Rouxel i Rene Borga. Premiera odbyła się 29 kwietnia 1968 roku.

## Opis postaci
Głównymi bohaterami serii są Szadoki – ptakopodobne stworzenia, charakteryzujące się znikomą inteligencją, zamieszkałe na Planecie Szadoków. Są one bezustannie dręczone przez przeróżne kataklizmy, co stanowi główną fabułę cyklu. Nad ocaleniem Szadoków pracuje Profesor Szadoko (oryg. Professeur Shadoko) z Szadockiej Akademii Nauk. Jego oponentem jest odrzucający naukę Astrolog (oryg. Devin plombier). W serii pojawiają się także inne Szadoki, jak na przykład Władca (oryg. Le Chef Shadok), czy Marynarz (oryg. Marin Shadok). Głównym antagonistą serii pierwszej jest mała pchła ziejąca wielkim ogniem, o imieniu Żeżen (oryg. Gegene), natomiast w serii ostatniej Big Blank. Język szadocki posiada pięć monosylabicznych słów: „Ga”, „Bu”, „Zo”, „Me”, oraz „Ni”. Według Jacques’a Rouxel, nazwa Szadoki pochodzi od jednego z bohaterów Przygód Tintina, Kapitana Haddocka. Innymi ważnymi postaciami są Gibaski (według starszego tłumaczenia Żibisy). W przeciwieństwie do Szadoków z których się naśmiewają, są inteligentne i beztroskie. Nie nękają ich żadne nieszczęścia. Mieszkają na innej planecie, niż Szadoki. Ich atrybutami są meloniki, oraz laski. Występują w telewizyjnych programach rozrywkowych. W zamyśle autorów mieli przywodzić na myśl typowych Brytyjczyków. Stąd ich nazwa; oryginalne Gibis wzięło się od GBs (Great Britons).

## Charakterystyka cyklu
Szadoki charakteryzują się absurdalnym i czarnym humorem, oraz satyrą pewnych elementów ze świata rzeczywistego. Kultura masowa przedstawiona jest w parodystycznym ujęciu. Postać Astrologa, oraz Profesora Szadoko są pastiszem kolejno; zabobonów i nauki. Niektóre cytaty stanowią parafrazy filozoficznych myśli. Najbardziej znane „złote myśli” i motta z cyklu to:
- „Pompuję więc jestem”. („Je pompe donc je suis”.) – jest to parafraza kartezjańskiego „Myślę, więc jestem”, czyli „Je pense donc je sui”
- „Lepiej pompować nawet jeśli nic się nie dzieje, niż żeby ryzykować, że coś gorszego stanie się przy braku pompowania”. („Il vaut mieux pomper même s’il ne se passe rien que risquer qu’il se passe quelque chose de pire en ne pompant pas”.) – Szadoki nieustannie pompowały świat, który nieustannie się kurczył, co było powodem ich katastrof
- „Po co upraszczać, jeśli można komplikować”. („Pourquoi faire simple quand on peut faire compliqué”.)
- „Jeżeli nie ma rozwiązania, nie ma problemu”. („S’il n’y a pas de solution, c’est qu’il n’y a pas de problème”.)
- „Wszelkie zalety mają swoje wady i na odwrót”. („Tout avantage a ses inconvénients et réciproquement”.)
- „Pójście gdzieś najłatwiej jest zacząć od tego, gdzie chcemy iść”. („Pour aller quelque part, en général, le plus simple est de partir de là où on veut aller”.)

## Emisja
Szadoki emitowane były we Francji w czterech sezonach w następującej kolejności:
- Oto Szadoki (Les Shadoks) – 1968
- Oto Szadoki (Les Shadoks) – 1970
- Oto Szadoki (Les Shadoks) – 1974
- Szadoki i wielkie nic (Les Shadoks et le Big Blank) – 2000

Ponadto w 1985 wyemitowano czteroodcinkowy spin-off pod tytułem Les Shadoks Villette, gdzie każdy odcinek trwał około pięciu minut. Emisja cyklu w Niemczech rozpoczęła się w 1969, w Wielkiej Brytanii w 1973, natomiast w Polsce w pierwszej połowie lat 80. Czwarty sezon emitowała w Polsce stacja Minimax w 2003 roku. W polskiej wersji narratorem serialu Oto Szadoki był Piotr Fronczewski, natomiast w czwartej serii, zatytułowanej Szadoki i wielkie nic opowiadał Piotr Borowiec. Dodatkowo w jednym z odcinków czwartej serii w rolę Profesora Szadoko wcielił się Jacek Kopczyński.